# Geoscapheus castaneus
Geoscapheus castaneus är en kackerlacksart som först beskrevs av Henri Saussure 1869.  Geoscapheus castaneus ingår i släktet Geoscapheus och familjen jättekackerlackor. Inga underarter finns listade i Catalogue of Life.